# Resultados do Carnaval de Juiz de Fora em 2011
Resultados do Carnaval de Juiz de Fora em 2011. A vencedora do grupo principal foi a escola Mocidade Alegre de São Mateus com o enredo; Quem é você... No palco da folia exaltamos as máscaras que nos proporcionam alegria.
| Grupo A   | Grupo A                            | Grupo A | Grupo A   | Grupo A |
| Colocação | Escola                             | Pontos  | Nota      | Ref.    |
| --------- | ---------------------------------- | ------- | --------- | ------- |
| 1º        | Mocidade Alegre de São Mateus      | 100     |           | [ 1 ]   |
| 2º        | Unidos do Ladeira                  | 99,6    |           | [ 1 ]   |
| 3º        | Partido Alto                       | 99,5    |           | [ 1 ]   |
| 4º        | Real Grandeza                      | 99,2    |           | [ 1 ]   |
| 5º        | Mocidade Independente do Progresso | 97,4    |           | [ 1 ]   |
| 6º        | Juventude Imperial                 | 96,7    | Rebaixada | [ 1 ]   |
| Grupo B   |                                    |         |           |         |
| Colocação | Escola                             | Pontos  | Nota      | Ref.    |
| 1º        | Feliz Lembrança                    | 100     | Promovida | [ 1 ]   |
| 2º        | Águia de Ouro                      | 99,9    |           | [ 1 ]   |
| 3º        | Unidos das Vilas do Retiro         | 97,3    |           | [ 1 ]   |
| 4º        | União das Cores                    | 94,9    |           | [ 1 ]   |
| 5º        | Vale do Paraibuna                  | 94,7    | Rebaixada | [ 1 ]   |
| Grupo C   |                                    |         |           |         |
| Colocação | Escola                             | Pontos  | Nota      | Ref.    |
| 1º        | Acadêmicos do Manoel Honório       | 90      | Promovida | [ 1 ]   |
| 1º        | Rivais da Primavera                | 90      | Promovida | [ 1 ]   |
| 3º        | Turunas do Riachuelo               | 83,5    | Promovida | [ 1 ]   |
| 4º        | Acadêmicos do Porto Ceciliano      | 73,3    |           | [ 1 ]   |